# 安克姗娜门
安克姗帕阿吞-塔斯荷瑞特（英語：Ankhesenpaaten Tasherit），古埃及十八王朝的一位公主，與另一位公主梅麗塔吞-塔斯荷瑞特一同出現在埃赫那吞晚年的文獻記載中。

## 生平
安克珊帕阿吞-塔斯荷瑞特生年不詳，或許生於埃赫那吞統治中葉期或晚期。
安克珊帕阿吞-塔斯荷瑞特與另一個公主梅麗塔吞-塔斯荷瑞特(Meritaten-Tasherit,生卒年不詳)出現於埃赫那吞晚年的文獻記載中，但她們與埃赫那吞家族的關係至今有爭議，或許是埃赫那吞的女兒，她們亦出現在埃赫那吞的側妃，基亞(Kiya,生卒年不詳)的文獻記載中。
其中一名公主的封號 :
|  | (。。。-塔)斯荷瑞特，由大皇后(。。。)(其祖母名字)所生的(。。。)(母親名字)所生。 |

但這位公主，其母親與祖母的名字並未被保存下來，或許是在除憶詛咒中名字被人摳去。
安克珊帕阿吞-塔斯荷瑞特的名字與形象亦於1938年在赫爾莫玻利斯(Hermopolis)發現的塔拉塔特式壁畫上出現。
這兩位公主在埃赫那吞去世後失去記載，她們或許在圖坦卡蒙廢除阿瑪爾奈宗教並回復傳統的古埃及宗教後改名。她們可能活至圖坦卡蒙統治時期。

## 父母身份
安克珊帕阿吞-塔斯荷瑞特的父母身份至今仍有爭議，其中有三個可能:

### 安克珊帕阿吞與埃赫那吞
安克珊帕阿吞-塔斯荷瑞特被認為最有可能是埃赫那吞和自己第三個女兒安克珊帕阿吞所生。她與安克珊帕阿吞(Akhesenpaaten,後在嫁給圖坦卡蒙後改名為安克珊海納蒙)的名字中都出現:了Akhesenpaaten。她的封號可能是
|  | 安克珊帕阿吞-塔斯荷瑞特，由大皇後娜芙蒂蒂所生的安克珊帕阿吞所生 |

。
若以此推斷，她可能出生於埃赫那吞中葉期或晚期。由於安克珊帕阿吞出生於埃赫那吞統治第五年，因此安克珊帕阿吞-塔斯荷瑞特可能最早出生於埃赫那吞統治16年。
 

### 基亞與埃赫那吞
兩位公主也被認為是側妃基亞與埃赫那吞的女兒，因為她們曾經出現在基亞的文獻記載中。安克珊帕阿吞-塔斯荷瑞特被認為是基亞的女兒，巴凱特阿吞(生卒年不詳),但是目前考古學家認為巴凱特阿吞比較有可能是泰伊皇太后的女兒

### 梅麗塔吞與斯門卡拉
兩位公主也被認為是埃赫那吞的長女梅麗塔吞(Meritaten)與法老斯門卡拉(Smenkare)的女兒，因為兩位公主的名字出現了Meritaten和'Akhesenpaaten這兩個名字，因此認為其中一個公主被梅麗塔吞她妹妹，安克珊帕阿吞的名字.

## 死亡與埋葬
目前安克珊帕阿吞-塔斯荷瑞特的死亡日期仍有爭議，她和梅麗塔吞-塔斯荷瑞特在埃赫那吞去世後失去記載。她們可能存活至圖坦卡蒙統治時期。由於圖坦卡蒙廢除了阿瑪爾奈宗教後恢復了傳統的古埃及宗教，所以她們跟著改名。目前仍未發現這兩位公主的陵墓或木乃伊。